# Guillaume Bieganski
Pour les articles homonymes, voir Bieganski.
Guillaume Bieganski est un footballeur français d'origine polonaise, né le 3 novembre 1932 à Carvin (Pas-de-Calais), et mort le 8 octobre 2016 à Lunel (Hérault). Il était défenseur. Comptant neuf sélections avec l'équipe de France, il fut notamment sélectionné pour disputer la Coupe du monde 1954 en Suisse.

## Biographie
Guillaume Bieganski joua principalement en faveur du Lille OSC et du RC Lens.
Au total, il dispute 296 matchs en Division 1 et 106 matchs en Division 2.
Guillaume Bieganski commence sa carrière à Dechy-Sports où son père Casimir joue déjà en amateur, Sollicité par Oignies et le LOSC, il signe un contrat "pro" en 1950 (il a alors dix-huit ans), Militaire au 43e R.I (engagé pour deux ans en 1951), il fut international avec l'armée à plusieurs reprises. Autoritaire, net dans ses interventions, tranchant dans le marquage, il s'imposa rapidement au point d'être préféré à Albert Dubreucq en finale de la Coupe de France contre Nancy le 31 mai 1953. Sa technique, son caractère de battant le conduisirent au onze des espoirs qui infligèrent un cruel 8-0 au Luxembourg en décembre 1953.
International B, il fit partie de la liste des vingt-deux appelés de la Coupe du Monde 1954 en Suisse avec ses coéquipiers Ruminski, Vincent et Strappe. Champion de France avec le LOSC en 53-54, on le considérait déjà comme le successeur du Rémois Jonquet chez les tricolores. Après un match de sélection contre le standard de Liège en mai 1955, on lui confia le poste d'arrière droit contre l'Espagne (Victoire 1-2 ,le 17 mars 1955 à Madrid), Guillaume Bieganski fut international A à neuf reprises.
Après la victoire en Coupe de France contre Bordeaux le 29 mai 1955, le LOSC connut alors bien des déboires et les sélectionneurs oublièrent le valeureux "Bieg".Ce dernier quitta le club en mai 1959, transféré au R.C Lens, il retrouva la confiance des sélectionneurs de l'équipe de France en 1961.
Après Lens, où il remporta la coupe Drago en 1960, il prit la direction de Forbach pensionnaire de Division 2, sous la direction sportive de Louis Dupal alors entraineur du club .
Il termina sa carrière à Marignane comme entraineur-joueur et y remporta la coupe de Provence en 1969.
En 1993, Guillaume Bieganski se retire à Lunel (Hérault) lors du décès de son épouse et rejoint son fils unique installé depuis peu dans la cité pescalune.
Il y décédera le 8 octobre 2016 à l'âge de 83 ans .
Un stade porte son nom à Dechy.
En 2022, le magazine So Foot le classe dans le top 1000 des meilleurs joueurs du championnat de France, à la 583e place.

## Carrière de joueur
- 1951-1959 : Lille OSC
- 1959-1963 : RC Lens
- 1963-1965 : US Forbach
- 1965-1968 : US Marignane[5]

## Palmarès
- Champion de France en 1954 avec le Lille OSC
- Vainqueur de la Coupe de France en 1953 et 1955 avec le Lille OSC
- Vainqueur de la Coupe Charles Drago en 1960 avec le RC Lens
- Finaliste de la Coupe Charles Drago en 1954 et 1956 avec le Lille OSC; en 1964 avec l'US Forbach
- 9 sélections en équipe de France entre 1953 et 1961[6]